# Saison 5 de Commissaire Moulin
 (mars 2025).
Si vous disposez d'ouvrages ou d'articles de référence ou si vous connaissez des sites web de qualité traitant du thème abordé ici, merci de compléter l'article en donnant les références utiles à sa vérifiabilité et en les liant à la section « Notes et références ».

Cet article présente la liste des différents épisodes de la cinquième saison de la série télévisée Commissaire Moulin.

## Épisodes
1. Syndrome de menace
À la suite d'un problème cardiaque, Jean-Paul Moulin est hospitalisé. Malgré les conseils de prudence de ses proches et du corps médical, le commissaire est amené à enquêter sur l'assassinat d'un voisin de chambre, un non voyant nommé Gilles Lecourbe. Ce dernier a été le témoin auditif du meurtre de son amie Nicole lors d'une conversation téléphonique avec elle. Alors que Lecourbe se rendait à la SRPJ pour témoigner, il a été pris en filature par le véhicule du meurtrier, qui l'a heurté de plein fouet. L'enquête conduite par Moulin, riche en rebondissements, va peu à peu révéler l'implication de membres du gouvernement et des services secrets. Pression, intimidation, tous les moyens seront utilisés pour fausser les pistes.
2. Mort d'un officier de police
Le commissaire Moulin est temporairement affecté à la brigade de recherche et d'intervention (antigang) pour tenter d'enrayer des braquages de fast-food. Au cours du dispositif de planque, les voyous réussissent à prendre la fuite après avoir froidement abattu une prostituée et tiré sur les policiers. La liste des exactions de la bande s'allonge, ainsi que celle des victimes. Un large dispositif de surveillance est mis en place, et aboutit à l'arrestation des truands. Durant l'interpellation, le commissaire Lesueur, ennemi juré de Moulin, provoque la mort de son ami Max, un divisionnaire de l'antigang. Émotion assurée !
3. Qu'un sang impur - Raison d'état
Un gang d'hommes cagoulés pénètre chez le docteur Cadiou et lui injecte un échantillon de sang contaminé par le virus HIV. Dès leur départ, le docteur se suicide. Accusé d'avoir transfusé des dizaines d'hémophiles en ayant conscience des risques encourus, Cadiou avait été innocenté. C'est le troisième médecin impliqué dans l'affaire du sang contaminé qui meurt brutalement cinq ans après le procès. Les services de la sûreté sont convaincus que le docteur Mérédith, qui doit sortir de prison prochainement, est le suivant sur la liste. Ils chargent alors Moulin de le protéger.
4. Le Récidiviste
Moulin enquête sur la disparition d'une fillette. Lorsque son corps est retrouvé, les soupçons se portent sur le beau-père pédophile multi-récidiviste. (À la suite d'un procès perdu contre la famille dont l'histoire s'inspire, cet épisode reste à ce jour interdit de rediffusion à vie. À noter également que lors de sa diffusion il était déconseillé aux moins de 16 ans pour son extrême violence.)
5. Illégitime Défense
Un voleur de scooter est abattu au fusil à lunette par le propriétaire qui n'est autre qu'un flic… Moulin enquête et s'aperçoit que les états de service du coupable ne sont pas aussi élogieux que sa hiérarchie veut le faire croire. De plus, le parquet met la pression pour faire passer cet assassinat pour un tragique accident. Moulin devra se battre pour empêcher une justice d'exception vis-à-vis de ce flic meurtrier, et ceci lui vaudra un passage à tabac en règle !
6. Cité interdite
Alors que la police recherche un voyou qui a passé à tabac un policier lors d'une émeute, Moulin retrouve son ami Michel qui entraîne des adolescents de banlieue pour participer au « marathon des sables ». Moulin parvient à arrêter le voyou recherché, Thierry Bossais, mais son arrestation déclenche une émeute qui se traduit par l'attaque d'un véhicule de police durant laquelle un fonctionnaire est gravement brûlé. Pour apaiser la situation, le préfet décide de relâcher Bossais. Ce dernier retrouve Samir, le jeune dealer qui l'a dénoncé et l'abat froidement dans un terrain vague, sous les yeux de Rachid, un protégé de Michel, à qui il fait promettre de garder le silence…
7. Lady in Blue
Une nuit, au cours d'une interpellation qui tourne mal, le commissaire Moulin échappe de peu à la mort grâce à l'intervention d'une jeune femme, prostituée et droguée, Nathalie. Moulin se prend d'affection pour Nathalie et tente de la protéger alors qu'elle est la cible d'un tueur en série qui abat froidement toutes les prostituées rousses du secteur. Malheureusement, il ne pourra empêcher l'assassinat de Nathalie. Alors que la police délaisse l'enquête, le commissaire Moulin se sent coupable. Il est résolu à démasquer le meurtrier, et tous les indices semblent converger vers une même suspecte membre de la police…
8. Présomption d'innocence
Sophie Chaparal, l'épouse du magnat de presse André Chaparal, est assassinée dans sa voiture. Son mari, lui, n'est que blessé. Le commissaire Moulin, chargé de l'enquête, suit dans un premier temps la piste de Kévin, qui tente de se suicider lorsqu'il voit arriver la police. Moulin ne le croit pas responsable et se tourne vers Mourad, un jeune drogué qui avoue trop facilement. Moulin veut enquêter sur Chaparal qu'il croit coupable. Le directeur de la police accepte mais refuse de le couvrir en cas de débordement. En effet, Chaparal reproche à la police de ne pas avancer dans son enquête tandis que la photographe du journal, Ricky, mitraille Moulin pour faire des articles à sensations…
9. 36, quai des ombres
Encore une fois seul contre tous, le commissaire Moulin enquête pour réhabiliter la mémoire de son ami et collègue Vava. Décédé des suites d'une blessure à la tête lors de la tentative d'arrestation d'un gang de braqueurs, ce dernier est soupçonné de corruption. Mais Moulin connaît trop Vava pour se laisser influencer. Persuadé de l'honnêteté de feu son ami, il va se démener pour blanchir sa mémoire. Il réussira à prouver que Vava a en fait été victime des manigances de Wolf, un flic de la brigade de répression du banditisme désireux de masquer une bavure qui compromettrait sa carrière…
10. Le Bleu
Le commissaire Moulin doit s'occuper d'un « bleu », Pierre Dufeau, frais émoulu de l'école des inspecteurs de police. Le jeune homme présente très vite les signes d'un comportement violent et étrange, notamment en ce qui concerne sa vie privée et son passé. Moulin ne tarde pas à découvrir que Pierre est en réalité le fils d'un « ripou » qu'il a jadis dû abattre. Dufeau est animé d'une obsession dévorante : se venger du commissaire Moulin et éliminer les prostituées qu'il estime responsables de la dérive de son père…
11. Silence radio
Il y a entre Moulin et le truand Berghese une sorte de respect mutuel : Berghese est un beau voyou, as du cambriolage, et Moulin est celui qui a réussi à le coincer sept ans plus tôt. Aujourd'hui, Berghese assiste à l'enterrement de sa femme morte dans un accident de voiture et il en profite pour proposer un marché à Moulin : il est prêt, contre sa liberté anticipée, à balancer les responsables d'un braquage de banque que Moulin trace depuis longtemps sans pouvoir les inquiéter, et qui semblent bénéficier de complicités au sein même de la PJ.
12. Serial Killer
Moulin enquête sur une série de meurtres perpétrés dans le XIXe à Paris et fait appel à Laurence Cusko, profiler, qui lui brosse un portrait psychologique du tueur. Quelques jours plus tard, le corps de Sophie Kazan est retrouvé, sauvagement mutilé selon les mêmes rites et toujours dans le même quartier. Parallèlement, Moulin découvre l'existence de Marie, en garde à vue pour détention de drogue, et qui prétend être sa fille. Marie habite aussi dans le XIXe ! La liste des victimes s'allonge, et Moulin va devoir simultanément encaisser sa paternité, protéger sa progéniture et mettre fin à l'hécatombe de crimes sadiques.
13. Passage protégé
Une femme meurt accidentellement, renversée sous les yeux de sa fille par Serge Blanc, un chauffard complètement ivre. Moulin, chargé de l'enquête, est mis en présence de Laetitia, la fille de la victime, jeune adulte, crucifiée par la douleur. Deux ans plus tard, lorsque Blanc sort de prison, la jeune fille devenue rebelle a soigneusement orchestré sa vengeance. Une nouvelle fois les destins de Jean-Paul Moulin et de Laetitia vont se croiser par hasard. Conscient qu'un engrenage fatal est mis en marche, le commissaire va tout faire pour sauver Laetitia contre son gré ! Mais la mécanique du destin n'est pas de celles qu'on arrête facilement…